# Pixie Lott
Victoria Louise Lott (Bromley, 12 de janeiro de 1991), conhecida simplesmente como Pixie Lott, é uma cantora, compositora, atriz, dançarina, designer de moda e modelo inglesa. Durante a juventude, realizou trabalhos envoltos às artes e em 2008, após três anos de sessões de composição, foi contratada pela gravadora Mercury.
Seu álbum de estreia, Turn It Up, de 2009, alcançou a sexta posição na tabela de sucessos britânica, a UK Albums Chart, foi certificado como disco de platina dupla pela British Phonographic Industry (BPI) e vendeu cerca de um milhão de cópias mundialmente. Suas duas primeiras canções lançadas como singles, “Mama Do (Uh Oh, Uh Oh)” e “Boys and Girls”, atingiram o primeiro lugar da UK Singles Chart, levando Lott à proeminência no seu país e permitindo-lhe divulgar sua música na turnê local Crazy Cats, êxito de vendas e apreciada pela crítica. O segundo trabalho de estúdio da artista, Young Foolish Happy, de 2011, teve um pico de número dezoito na UK Albums Chart e recebeu a autenticação de ouro pela BPI. Sua faixa de promoção inicial, "All About Tonight", marcou o terceiro topo da cantora no Reino Unido. Consequentemente, a vocalista manteve-se entre as dez colocações principais da nação com uma série de composições e em 2012, embarcou na Young Foolish Happy Tour, pequena excursão para propagar o material fonográfico pelo continente asiático, onde a intérprete obteve popularidade.
Lott é influenciada por músicos do gênero soul como Mariah Carey, Whitney Houston e Stevie Wonder. Suas conquistas abrangem um recorde mundial nos livros Guinness e oito vitórias em premiações, incluindo dois MTV Europe Music Awards. Além da sua carreira na indústria musical, a artista já havia sido dançarina auxiliar em obras audiovisuais, apareceu como jurada convidada na edição britânica do programa de talentos The X Factor, fez sua estreia cinematográfica em Fred: The Movie (2010), lançou quatro grifes de roupas através da marca britânica Lipsy London e tem contrato com a agência de modelos Select. Como filantropa, Lott apoia causas de educação artística e de combate ao bullying e à pobreza.

## Biografia

### Infância e adolescência (1991–2004)
Victoria Louise Lott nasceu em 12 de janeiro de 1991 em Bromley, Londres. Vinda à vida com sete semanas prematuras, a filha do casal de classe média formado em 1987 pelo corretor de ações Stephen Lott e pela dona de casa Beverly foi apelidada por sua mãe como "Pixie" porque, de acordo com a responsável, era um "pequeno e lindo bebê" que parecia-se com uma "fada". Com parte de ascendência italiana e criada como cristã, Lott é a mais nova de três filhos. Seus irmãos, Charlie-Ann e Stephen, nasceram em 1988 e 1990, respectivamente. De acordo com a inglesa, sua família tinha o costume de visitar a praia portuguesa de Carvoeiro em feriados do verão (do hemisfério norte) quando criança, afirmando que "umas mas minhas melhores lembranças são daquelas viagens", as quais incluem cantar em bares de karaokê locais.
Apesar de ser uma criança tímida, começou a cantar aos três anos de idade, incluindo na igreja que frequentava, e aos cinco, teve aulas de dança e teatro na instituição Italia Conti Associates Saturday School, de Chislehurst, onde desenvencilhou-se de seu acanhamento. Aos onze, ela ganhou uma bolsa de estudos para a Italia Conti Academy of Theatre Arts e dois anos após, mudou-se com os pais e os irmãos para Brentwood, Essex. Durante seu período de estudante, apareceu no musical Chitty Chitty Bang Bang no London Palladium da região londrina de West End, na produção da BBC Celebrate the Sound of Music e no refrão de Ça Ira, ópera de Roger Waters de 2005.

## Carreira

### Início (2005–08)
Em 2005, Lott viu em um anúncio do jornal The Stage que haveria audições musicais e para que pudesse ingressar nas seleções, fingiu ter dezesseis anos, quando tinha apenas quatorze. Após sua interpretação de uma canção de Mariah Carey, ela impressionou o empresário David Sonenberg, que acabou por contratá-la, e passou os dois anos seguintes compondo canções com profissionais desta área ora na Inglaterra, ora nos Estados Unidos. O produtor L.A. Reid convidou a cantora para uma apresentação que resultou em um cargo na companhia Island Def Jam. A postagem de suas gravações de demonstração na sua página da rede social MySpace resultou em um interesse maior da indústria da música na artista e consequentemente em uma disputa de agentes. Portanto, saiu da então gravadora e ingressou na inglesa Mercury e na estado-unidense Interscope em 2008, começando a gravar seu álbum de estreia. Mesmo tendo de faltar períodos do seu local de educação, a Brentwood County High School, atingiu notas A nos exames da avaliação do Reino Unido de ensino secundário General Certificate of Secondary Education.

### Turn It Up(2009–10)

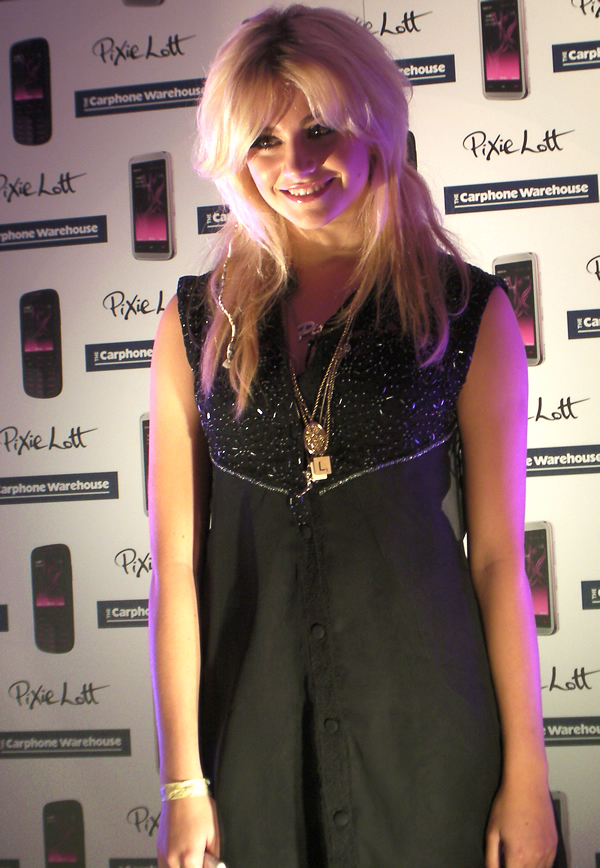
Lott em 2009.

A canção "Mama Do (Uh Oh, Uh Oh)" foi lançada em 4 de junho de 2009 como seu primeiro single e estreou no topo da tabela britânica de composições, a UK Singles Chart. Além do sucesso no país de origem da cantora, a obra ficou entre as quarenta primeiras posições em outras dezessete nações, incluindo Portugal, onde manteve-se na décima terceira da listagem de vendas digitais através de telefones celulares da Associação Fonográfica Portuguesa (AFP). Em agosto seguinte, foi certificada como disco de prata pela British Phonographic Industry (BPI) por mais de duzentas mil cópias vendidas. Em setembro, "Boys and Girls" foi sua segunda faixa distribuída comercialmente. Teve desempenho igual ao de sua antecessora com o maior salto na história da lista ao ir do número 73 até o primeiro, fato que mais tarde seria publicado na edição de 2011 do livro Guinness World Records. Ambas as músicas foram aclamadas, tornando a cantora em um nome onipresente no Reino Unido. Seu álbum de estreia, Turn It Up, foi distribuído em 11 de setembro de 2009. O trabalho combina gêneros como pop, soul e R&B e obteve em sua maioria críticas mistas pela sua produção de qualidade e diversão transmitida, mas que apontaram também uma falta de originalidade no conjunto. Atingiu a sexta colocação na UK Albums Chart e recebeu a autenticação de platina dupla pela BPI. Afora o êxito nacional, alcançou um resultado comercial médio, mas que deu popularidade à inglesa em outros territórios europeus e oceânicos. Até 2011, Turn It Up já vendeu cerca de um milhão de edições mundialmente. O terceiro single de Turn It Up, "Cry Me Out", atingiu o décimo segundo posto na UK Singles Chart e foi disco de prata pela BPI.
As duas últimas faixas de promoção do seu álbum, "Gravity" e "Turn It Up", foram distribuídas no primeiro semestre de 2010 e conseguiram ficar entre as vinte primeiras posições no Reino Unido, onde Lott fez concertos de abertura para a cantora Rihanna em sua excursão musical Last Girl on Earth em maio daquele ano. Em outubro seguinte, o disco da artista foi reeditado sob o título Turn It Up Louder com novas faixas, incluindo o single "Broken Arrow", número doze na UK Singles Chart. Durante dezenove datas do último bimestre de 2010, Lott embarcou na Crazy Cats Tour, sua turnê de debute, pelo Reino Unido em apoio ao seu trabalho. Apresentado a um total de quarenta mil pessoas, o evento teve seus ingressos esgotados e recebeu em sua maioria análises positivas, com críticos favorecendo a capacidade vocal de Lott, a postura da intérprete para uma iniciante e o espetáculo como um todo.

### Young Foolish HappyePixie Lott(2011–atualmente)

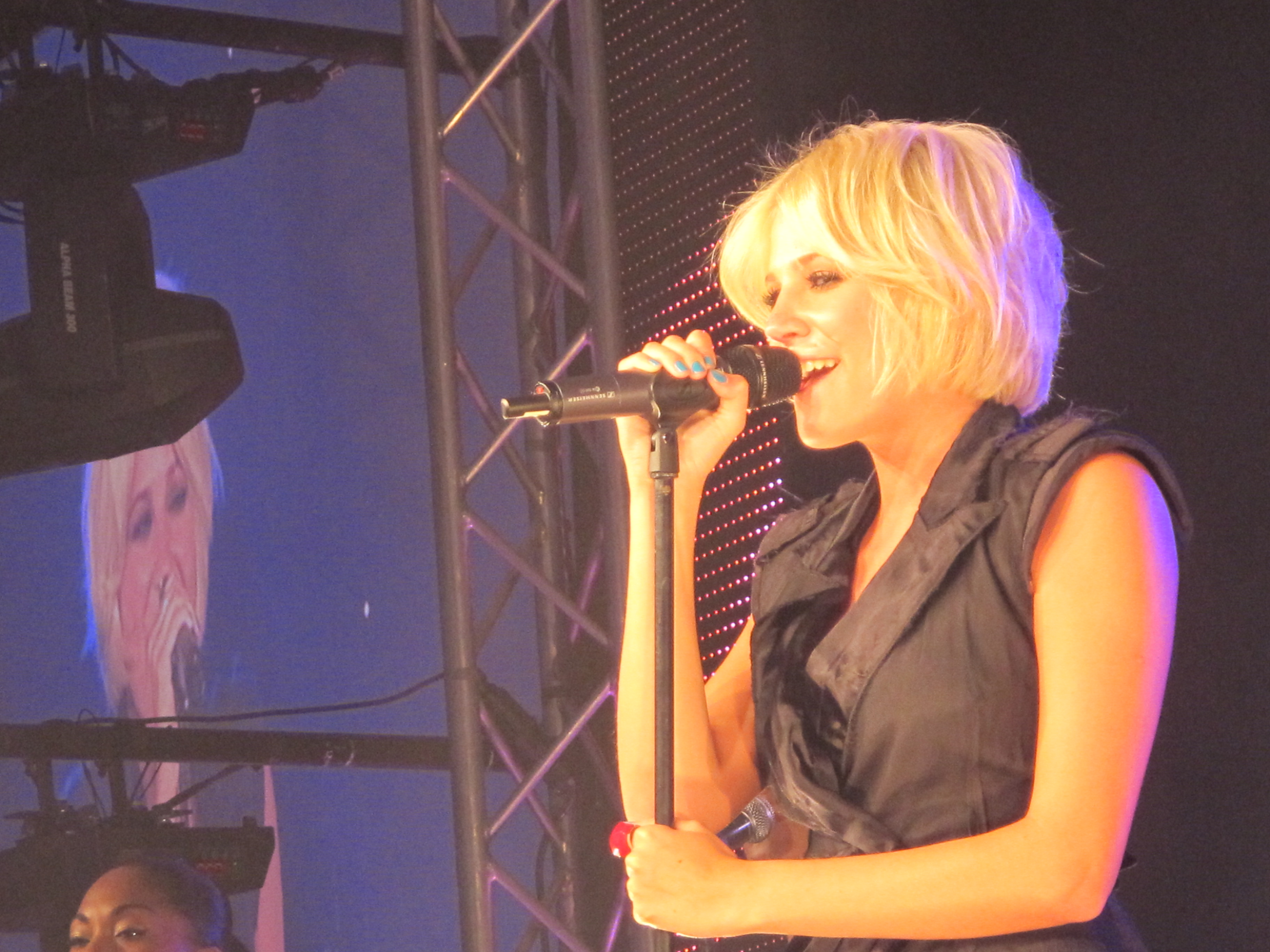
Lott em apresentação de 2011.

Seu segundo álbum de estúdio, Young Foolish Happy, foi lançado em 11 de novembro de 2011 e possui uma sonoridade mais de soul e calma em relação ao primeiro, que de acordo com a artista, resultou por ela ter amadurecido desde quando começou a fazer música. Os membros da crítica especializada ficaram dividos com o produto: alguns apoiaram sua direção musical e a habilidade da compositora demonstrada no conjunto, enquanto outros notaram um declínio em comparação ao Turn It Up e a falta de espaço no cenário musical que a intérprete enfrentaria com a nova fase da sua profissão. O disco veio a ter um pico de número dezoito na UK Albums Chart. Sua canção de divulgação inicial, "All About Tonight", marcara o terceiro topo de Lott na UK Singles Chart com o maior registro de vendas iniciais da sua carreira: 88.893 edições na sua semana de estreia. A segunda, "What Do You Take Me For?", ficou no décimo lugar da lista e a imprensa notou que seu vídeo acompanhante mostra uma imagem mais sexual e madura da cantora por seu vestuário revelador acompanhado de uma coreografia insinuada. "Kiss the Stars", outra canção do material fonográfico, tornou-se notória por ter um desempenho melhor do que o segundo single ao alcançar a oitava posição da tabela. Aparições notáveis de Lott naquele ano incluem sua apresentação no Michael Forever: The Tribute Concert e na 99.ª edição do evento de gala Royal Variety Performance, onde cantou "All About Tonight" na presença de Ana, Princesa Real do Reino Unido.
Em fevereiro de 2012, Young Foolish Happy recebeu a certificação de ouro pela BPI. Em março seguinte, Lott fez sua estreia como artista convidada em um single através de "Bright Lights", do rapper compatriota Tinchy Stryder, que rendeu a ambos a sétima colocação na UK Singles Chart. Nos meses que sucederam-se, a cantora focou-se em propagar o álbum em países do leste e sudeste da Ásia através de uma série de aparições, a qual incluiu uma turnê promocional, a Young Foolish Happy Tour. Uma versão especial do disco foi distribuída no continente, alcançando o número dez na edição internacional e o 39 na geral da Gaon, compilação da Coreia do Sul. No Japão, o trabalho atingiu a 75.ª colocação da Oricon e a artista obteve sucesso com "All About Tonight", que ficou no quarto lugar da Japan Hot 100.
O terceiro álbum de estúdio de Lott, o autointitulado Pixie Lott, foi lançado oficialmente em 1° de agosto de 2014 pela Virgin EMI, união das Mercury e Virgin Records após a aquisição delas pela Universal Music UK.

## Estilo musical
A influências musicais de Lott incluem Mariah Carey, Céline Dion, Whitney Houston, Stevie Wonder e cantoras britânicas de soul, gênero que cresceu escutando. Outros ídolos dela são Michael Jackson, Britney Spears, Christina Aguilera e Beyoncé Knowles.
Desde o início da sua carreira, já compôs centenas de faixas, as quais são sobre relacionamentos e amizade. De acordo com a inglesa, escreve melhor quando está em situações emotivas, sejam elas alegres ou tristes, que resultam de experiências do seu cotidiano. Quando as canções de sua autoria não entram em alguns dos seus álbuns, ocorre de seus editores repassarem as obras para outros artistas musicais, os quais acabam por gravá-las.

## Outros projetos
Além da sua carreira musical, Lott aventurou-se igualmente em outras áreas. Ela havia sido uma das dançarinas do vídeo de "Love Today", single do cantor compatriota Mika, e de dois episódios do programa televisivo britânico Genie in the House, do canal Nickelodeon, no ano de 2007.

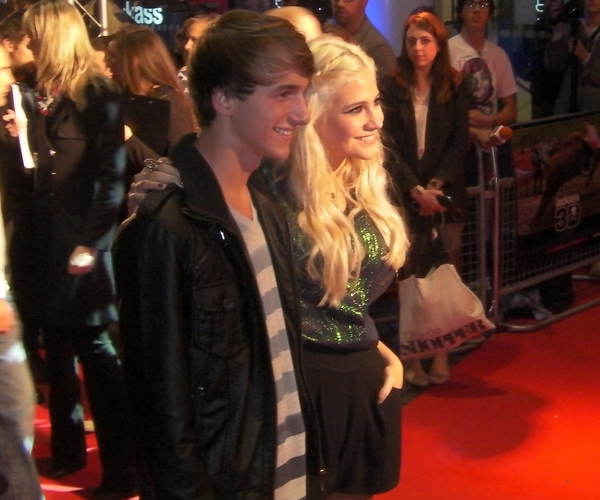
Lucas Cruikshank e Lott na estreia de Jackass 3D (2010). Ambos atores trabalharam em Fred: The Movie.

A inglesa fez sua estreia como atriz no filme Fred: The Movie para o Nickelodeon — no qual ela interpreta Judy, interesse amoroso do protagonista Fred Figglehorn (Lucas Cruikshank). A obra cinematográfica foi transmitida em 18 de setembro de 2010 nos Estados Unidos. A artista foi elogiada por sua atuação no longa-metragem, o qual, do contrário, recebeu resenhas depreciativas, embora tenha quebrado o recorde de audiência da emissora por 45 milhões visualizações no seu lançamento. Fred: The Movie foi distribuído pela produtora Lionsgate nos cinemas do Reino Unido em 17 de dezembro seguinte, arrecadando um total de 1.309.580 dólares, a partir de dados de janeiro de 2011.
Ela também foi uma jurada convidada do programa de talentos The X Factor para ficar no lugar de Dannii Minogue, que estava de licença maternal, na sétima edição da atração. A substituta de Minogue fez parte do balcão de júri na audição realizada em Cardiff, País de Gales, em 2 de julho de 2010. O evento foi televisionado em 10 de setembro seguinte e um momento notório foi quando na aparição do candidato Tom Richards, Lott ficou com o voto final e decisivo. Depois de dar a entender que eliminaria o participante, a plateia e o colega jurado Louis Walsh imploraram para que a cantora aprovasse Richards. Consequentemente, a inglesa ratificou a permanência dele no concurso. O episódio atraiu um público de doze mihões e trezentos mil telespectadores.
Lott tornou-se designer de moda da marca inglesa Lipsy London ao criar coleções de roupas. Em 2011, chegou à sua quarta série de confecção. Tendo já servido como modelo para a anterior, ingressou nesta profissão ao ser contratada pela agência britânica Select. Ela veio a comentar sobre seu novo emprego: "(...) A música e a moda formam uma boa combinação comigo já que ambas são bastante expressivas. Eu fui chamada para criar uma coleção à Lipsy, o que foi uma ótima maneira de ter novas experiências e agora tive a oportunidade de mergulhar na moda em um novo patamar que é muito interessante. (..)" Em setembro de 2012, a fashionista publicou um artigo no jornal The Sun relatando os destaques da temporada da Semana de Moda de Londres.

## Filantropia
Em 2009, Lott e outros artistas fizeram parte do grupo Young Soul Rebels e gravaram a faixa "I Got Soul" para que todo o dinheiro recolhido fosse dado à instituição de caridade War Child. Disponível em 19 de outubro subsequente, entrou nas compilações do Reino Unido e da Irlanda nos números dez e dezenove, respectivamente. Em novembro de 2010, a artista doou "Get Weak", uma faixa cocomposta por si sobre o tema de bullying originalmente gravada para o Turn It Up, à campanha virtual Big March da instituição britânica Beatbullying, que visa conscientizar a violência entre jovens nas escolas e busca incentivo do governo. Sobre a causa, a inglesa comentou: "Como uma embaixadora da Beatbullying, eu sei que qualquer um pode ser vítima de bullying — isso não é vergonhoso!" A canção esteve disponível para download digital gratuito no portal da organização por um breve período. Em abril de 2011, Lott fez uma doação de cinquenta mil libras esterlinas à instituição de artes Italia Conti, na qual estudou durante a infância, para o Andrew Sargeant Fund, arrecadação que ajuda alunos sem condições financeiras a ingressarem na escola.
Na primeira metade de dezembro de 2012, Lott viajou à Lusaka, Zâmbia, onde foi porta-voz do projeto "People's Process On Housing and Poverty in Zambia" (PPHPZ), da iniciativa Sport Relief da instituição de caridade Comic Relief que visa favorecer as condições de famílias locais, ao qual ela testemunhou a doação de 67,9 milhões de libra esterlinas pela fundação e o governo britânico. Problemas locais da comunidade incluíam fome, falta de acesso à educação, à moradia e HIV. Com esta quantia, mulheres zambianas foram auxiliadas a prosperar economicamente ao fazerem seus próprios negócios, podendo sustentar suas famílias com comida, estudos, casa e saúde.

## Vida pessoal
Lott está em um relacionamento com o modelo Oliver Cheshire desde 2010. Eles ficaram noivos em novembro de 2016. Eles se casaram na Catedral de Ely em 6 de junho de 2022, após um atraso devido ao COVID-19.

## Discografia
- Turn It Up (2009)
- Young Foolish Happy (2011)
- Pixie Lott (2014)

## Turnês musicais
- Crazy Cats Tour (2010)
- Young Foolish Happy Tour (2012)

## Filmografia
| Ano  | Obra            | Personagem | Notas                                                                         |
| ---- | --------------- | ---------- | ----------------------------------------------------------------------------- |
| 2010 | Fred: The Movie | Judy       | Estreia cinematográfica                                                       |
| 2012 | Sadie J         | Ela mesma  | Série televisiva: episódios "Pixiepoplistic Part 1" e "Pixiepoplistic Part 2" |

## Prêmios e indicações
Desde o início do seu percurso profissional, Lott venceu oito categorias de dezenove indicações em premiações musicais. Nos MTV Europe Music Awards de 2009, representou sua nação em Best UK & Ireland New Act e foi a revelação dela com o prêmio de Best Push Artist. Nos BRIT Awards de 2010, a cantora apareceu nas classificações para British Female Solo Artist, British Breakthrough Act e na British Single com "Mama Do (Uh Oh, Uh Oh)". A artista também recebeu títulos em outras ocasiões promovidas por organizações como os Variety Club e Virgin Media Music Awards e por edições do Reino Unido das revistas Cosmopolitan e Glamour.
Em 2012, por sua atuação em Fred: The Movie, foi indicada à categoria Favourite UK Actress nos Nickelodeon Kids' Choice Awards, enquanto por seu trabalho com a Lipsy London, venceu o Attitude Magazine Award para Fashion Brand.